# Мост Аньцзи
Мост Аньцзи (кит. 安濟橋, «мост безопасной переправы»; также известен как Большой каменный мост и Чжаочжоуский мост)
 — самый древний мост, сохранившийся в Китае. Построен около 605 года во времена империи Суй, расположен в северной части провинции Хэбэй, в уезде Чжаосянь городского округа Шицзячжуан. Дошёл до нашего времени в первозданном виде (за исключением периодически заменявшихся декоративных поручней).
Создание этого однопролётного сооружения приписывается талантливому инженеру Ли Чуню. Длина строения — 50 метров, пролёта — 37 метров, ширина — 9 метров, высота — 7,3 метра. Уже в древности мост считался чудом инженерной техники, о чём свидетельствуют памятные надписи, оставленные на мосту чиновниками династии Тан около 675 года. Это древнейший в мире мост с открытыми перемычками. Введение боковых арок позволило значительно уменьшить вес сооружения, сделать его более устойчивым к частым наводнениям, а также сэкономить на материалах. В Европе эта техника строительства стала известна не раньше XIV века.
Мост многое повидал на своём веку: восемь вооружённых смут, десять разрушительных наводнений и многие землетрясения, последнее из которых было силой в 7,2 баллов. Писатели династии Мин сравнивали его с «восходящим над облаками молодым месяцем» и «долгой радугой над горным водопадом». Китайское правительство настаивает на включении этого объекта в число памятников Всемирного наследия.
С мостом связана легенда, по которой его построил Лу Бань за одну ночь, состязаясь со своей младшей сестрой Лу Цзя, за то же время построившей неподалёку Малый каменный мост. После постройки мост Лу Баня испытали на прочность Чжан Голао (один из восьми бессмертных), навьючивший на своего осла Солнце и Луну, и святой Чай-ван (кит. упр. 柴王爷), погрузивший на свою тачку четыре горы. При этом, чтобы мост не разрушился, Лу Баню пришлось поддерживать его снизу. Соответствующий образ является одним из сюжетов на китайских новогодних лубочных картинках.